# Olga Bergholc
Olga Fiodorowna Bergholc, ros. Ольга Фёдоровна Берггольц (ur. 3 maja?/16 maja 1910 w Petersburgu, zm. 13 listopada 1975 w Leningradzie) – rosyjska poetka.

## Życiorys
W 1930 ukończyła studia na Wydziale Filologicznym Uniwersytetu Leningradzkiego, po czym pracowała jako korespondentka gazety w Kazachstanie. Debiutowała tomikiem wierszy w 1934 roku; w tym samym roku została przyjęta do Związku Pisarzy ZSRR. Podczas II wojny światowej pracowała w leningradzkim radiu. Jej twórczość tematycznie związana z obroną Leningradu, wyrastająca z osobistych tragicznych przeżyć (m.in. poematy: Lutowy dziennik (Fiewralskij dniewnik) 1942, Poemat leningradzki (Leningradskaja poema) 1942, cykl wystąpień radiowych Tu mówi Leningrad 1946, wyd. polskie 1966). Tworzyła też liryczną prozę autobiograficzną (Dzienne gwiazdy 1959, wydanie polskie 1966, szkice, opowiadania, dramaty, m.in. wierszowana tragedia Wiernost (1970), utwory dla młodzieży. W latach 30. poddawana represjom – jej pierwszy mąż Boris Korniłow został w 1937 aresztowany i potem potajemnie stracony, natomiast ona sama wydalona z partii i Związku Pisarzy, a po osiemnastu miesiącach aresztowana (w grudniu 1938) i pomimo ciąży osadzona w więzieniu na Litiejnym Prospekcie, gdzie po torturach poroniła. W lipcu 1939 zwolniono ją z więzienia.
W 1951 została laureatką Nagrody Stalinowskiej. Była odznaczona Orderem Lenina, Orderem Czerwonego Sztandaru Pracy i medalami.